# Gnomeo och Julia
Gnomeo och Julia, engelska Gnomeo & Juliet, är en animerad barnfilm från 2011 i regi av Kelly Asbury. Filmen är en version av Shakespeare-pjäsen Romeo och Julia, men med två rivaliserande släkter av trädgårdstomtar som bor grannar med varandra. Huvudrollernas röster görs av James McAvoy (Gnomeo) och Emily Blunt (Julia).

## Rollista
| James McAvoy     | – Gnomeo               |
| Emily Blunt      | – Juliet               |
| Ashley Jensen    | – Nanette              |
| Michael Caine    | – Lord Redbrick        |
| Matt Lucas       | – Benny                |
| Jim Cummings     | – Featherstone         |
| Maggie Smith     | – Lady Bluebury        |
| Jason Statham    | – Tybalt               |
| Ozzy Osbourne    | – Fawn                 |
| Stephen Merchant | – Paris                |
| Patrick Stewart  | – Bill Shakespeare     |
| Julie Walters    | – Miss Montague        |
| Hulk Hogan       | – Terrafirminator V.O. |
| Kelly Asbury     | – Red Good Gnomes      |
| Richard Wilson   | – Mr. Capulet          |

## Svenska röster
- Aksel Morisse - Gnomeo
- Liv Mjönes - Julia
- Christine Meltzer - Nanette
- Torsten Wahlund - Lord Rödlund
- Gustaf Hammarsten - Benny
- Pablo Cepeda - Fjäderqvist
- Eva Bysing - Lady Blåberg
- Björn Bengtsson - Tybalt
- Ralf Gyllenhammar - Kid
- Kim Sulocki - Paris
- Björn Granath - Shakespeare
- Anita Molander - Fröken Montague
- Max Lorentz - Terrafirminator
- Bengt Järnblad - Herr Capulet
- Nanne Grönvall - Tuff tomtekvinna
- Göran Gillinger, Jacob Ericksson, Pär Malmström - Tomtekör